# Frilford
Frilford is een civil parish in het Engelse graafschap Oxfordshire.